# Závada (Nitra)
|  | Per a altres significats, vegeu «Závada». |

Závada és un poble i municipi d'Eslovàquia que es troba a la regió de Nitra, al sud-oest del país.
El 2011 tenia 591 habitants.
La primera menció escrita de la vila es remunta al 1332.

## Demografia
| Godina             | 1994 | 2004   | 2014 | 2024   |
| ------------------ | ---- | ------ | ---- | ------ |
| Nombre de persones | 702  | 640    | 576  | 570    |
| Diferència         |      | −8,83% | −10% | −1,04% |

| Godina             | 2023 | 2024   |
| ------------------ | ---- | ------ |
| Nombre de persones | 571  | 570    |
| Diferència         |      | −0,17% |